# Distretto di Đống Đa
Il distretto di Đống Đa è uno dei quattro distretti originali (quận) di Hanoi, la capitale del Vietnam.
Confina con i distretti di Ba Đình a nord, Hoàn Kiếm a nordovest, Hai Bà Trưng ad est, Thanh Xuân a sud e Cầu Giấy ad ovest. Il distretto è attualmente diviso in 21 quartieri e copre un'area di 9,95 chilometri quadrati. Nel 2017 era il distretto più popoloso di Hanoi con 420.900 abitanti ed una densità di 42.302 abitanti per chilometro quadrato, un numero 18 volte superiore alla media della città. La popolazione ufficiale nel 2019 è di 371.606 abitanti, significativamente inferiore a quella calcolata dalle autorità cittadine. A Đống Đa si trovano le sedi di numerose società vietnamite e varie università, tra cui la Università Medica di Hanoi, la Foreign Trade University, l'Università per i trasporti e le comunicazioni e l'Università di Thuyloi.
Nel distretto si trovano molti monumenti, tra cui il Tempio della Letteratura, uno dei simboli della città. Nella zona è stata anche combattuta la battaglia di Ngọc Hồi-Đống Đa tra le forze vietnamite della dinastia Tây Sơn e quelle cinesi della dinastia Qing, conclusasi con una grande vittoria delle forze vietnamite.

## Monumenti e luoghi d'interesse
- Stazione di Hanoi
- Tempio della Letteratura
- Tumulo di Đống Đa
- Pagoda Boc
- Pagoda Phuc Khanh
- Pagoda Láng
- Parco Thong Nhat (Parco Lenin)
- Tomba di Hoang Cao Khai

## Suddivisioni amministrative
Il distretto è diviso in 21 quartieri (phường).
- Văn Miếu
- Quốc Tử Giám
- Hàng Bột
- Nam Đồng
- Trung Liệt
- Khâm Thiên
- Phương Liên
- Phương Mai
- Khương Thượng
- Ngã Tư Sở
- Láng Thượng
- Cát Linh
- Văn Chương
- Ô Chợ Dừa
- Quang Trung
- Thổ Quan
- Trung Phụng
- Kim Liên
- Trung Tự
- Thịnh Quang
- Láng Hạ